# Eduard Prandstetter
Eduard Prandstetter (ur. 15 grudnia 1948 w Pradze) – czeski szachista, mistrz międzynarodowy od 1979 roku.

## Kariera szachowa
W 1968 r. zdobył w Čiháku tytuł wicemistrza Czechosłowacji w kategorii do 26 lat. W drugiej połowie lat 70. XX wieku należał do ścisłej krajowej czołówki, dwukrotnie (Ostrawa 1976, Mariánské Lázně 1978) zdobywając złote medale indywidualnych mistrzostw kraju. Trzeci w karierze medal – brązowy – zdobył w 1990 r. w Brnie. W latach 1977 i 1980 dwukrotnie reprezentował narodowe barwy w finałach drużynowych mistrzostw Europy.
Trzykrotnie startował w turniejach strefowych (eliminacjach mistrzostw świata): w 1979 r. w Warszawie w grupie eliminacyjnej A podzielił I m. (wspólnie z Zoltanem Riblim), a w ośmioosobowym finale zajął VII m., w 1985 r. w Pradze podzielił IV m. (za Jozsefem Pinterem, Vlastimilem Jansą i Mihai Șubą, wspólnie z Ewgenim Ermenkowem i Włodzimierzem Schmidtem), natomiast w 1987 r. w Warszawie w grupie eliminacyjnej B zajął XII miejsce. Uzyskany wynik w 1985 r. dał mu awans do turnieju międzystrefowego, rozegranego w tym samym roku w Taxco de Alarcón (zajął w nim XIV m.).
Do innych jego sukcesów w turniejach międzynarodowych należały m.in. dz. I m. w Pradze (1981, turniej Bohemians, wspólnie z Janem Ambrozem), II m. w Cienfuegos (1983, memoriał José Raúla Capablanki, za Lwem Psachisem), III m. w Dortmundzie (1987, turniej B, za Romualdem Mainką i Vladimirem Bukalem) oraz dz. III m. w Dortmundzie (1988, turniej open).
Najwyższy ranking w karierze osiągnął 1 lipca 1985 r., z wynikiem 2450 punktów dzielił wówczas 7-10. miejsce wśród czechosłowackich szachistów.